# Лох-Несс
Лох-Несс (англ. Loch Ness, шотл. гел. Loch Nis) — озеро у Шотландії; 56,4 км², найбільша глибина — 226 м; становить частину Каледонського каналу. Відоме завдяки легенді про Лох-Несське чудовисько «Нессі». Утворилося з льодовика під час останнього льодовикового періоду в Європі.

## Опис
За площею водойма є другою у Шотландії, та завдяки великій глибині (до 230 м) озеро є найоб'ємнішим резервуаром води у Великій Британії.
Характерне тим, що дуже довге та вузьке — Лох-Несс завдовжки бл. 38 км, а завширшки — у середньому 1,6 км. Разом з озером Лох-Ойх та додатково проритими каналами утворює т. зв. Каледонський канал, який простягається на понад 100 км і з'єднує східне узбережжя Шотландії із західним. Усі ці водойми лежать у западині Глен Мор — низині у межах тектонічного рову (грабену) між Грампіанськими горами і Північно-Західним нагір'ям Шотландії.